# Communion (album av Years & Years)
Communion är debutalbumet av den brittiska musikgruppen Years & Years. Albumet gavs ut den 10 juli 2015 av Polydor och Interscope Records. År 2010 träffades Emre Türkmen och Michael Goldsworthy som båda sökte bandmedlemmar för att kunna starta ett band. De blev snabbt nära vänner och träffade kort därpå skådespelaren Olly Alexander som fick en plats i bandet som sångare. Trion släppte tre EP-skivor som genererade uppmärksamhet och ledde till ett skivkontrakt med Polydor år 2014. De började skriva och producera material till Communion tillsammans med kompositörerna Andy Smith, Mark Ralph, Two Inch Punch, TMS och Mike Spencer. 
Spåren på Communion är en blandning av 1980- och 1990-tals influerad syntpop med inslag av både electronica och house.

## Bakgrund
Britten Emre Türkmen och australiensaren Michael Goldsworthy träffade varandra år 2010 efter att ha letat efter bandmedlemmar på ett internetforum. Duon delade ett intresse för det brittiska rockbandet Radiohead och blev snabbt nära vänner. Skådespelaren Olly Alexander fick en plats i gruppen som frontman och sångare efter att Goldsworthy hört honom sjunga i duschen hos en bekant. Gruppen genererade uppmärksamhet med två EP:s Traps (2013) och Real (2014) som släpptes via Kitsuné Music. Efter flera liveframträdanden som AllMusic beskrev som "imponerande" meddelade trion att de skrivit på för skivbolaget Polydor Records.

## Inspelning
Mycket av materialet på Communion skapades när Years & Years var ute och reste. Vanligtvis kom Türkmen på idéer till låtar som han sedan antecknade eller spelade in direkt på sin laptop, Ipad eller Iphone när han var med bandmedlemmarna på hotell, flygplatser eller i sitt hus. Alexander antecknade de idéer han fick och gjorde skisser när han satt vid sitt piano. När bandmedlemmarna inte var tillsammans skickade de emails med sina arbeten till varandra. I en intervju sa Türkmen: "[...] det sättet vi skapar musik på är nog ganska nytt. Det var inte som att vi var The Eagles och var tvungna att ha ljudförstärkare och mikrofoner. Vi var liksom kreativa medan vi var ute på resor." När Years & Years träffades hade de på så vis demos klara att spelas in. I inspelningsstudion spelade Türkmen upp idéer de kommit på med hjälp av piano. Bandmedlemmarna provade sig därefter fram med olika metoder och instrument för att skapa låtar. Goldsworthy beskrev processen som "väldigt organisk" och förklarade att de ville att Communion skulle innehålla så mycket live-instrumentering som möjligt utan hjälp av datorer och med analoga syntar.
"Foundation" spelades in i e-moll och kom till när Goldsworthy lärde sig hur arpeggios fungerade. Den sista låten Years & Years jobbade på till albumet var "Gold" som tog två timmar att göra. "Real", "Eyes Shut", "Take Shelter", "Desire", "King" och "Memo" färdigställdes år 2014, innan gruppen påbörjat arbetet på Communion. De två förstnämnda låtarna spelades in till gruppens andra EP, Kitsuné: Real – EP, "Take Shelter" till EP:n med samma namn medan "Desire", "King" och "Memo" skapades till Y & Y.

## Komposition
"En av anledningarna till att vi gillar album är att det finns utrymme att göra olika saker. Så det finns ögonblick som är ganska lågmälda och långsamma. 'Memo' är en sådan låt eller exempelvis 'Eyes Shut'."
Den slutgiltiga innehållsförteckningen på standardutgåvan av Communion innehöll 13 spår. Deluxeutgåvan utgjordes av ytterligare fyra bonusspår och en "super-deluxeutgåva" hade ytterligare två bonusspår. Communion består mestadels av danspop och elektronisk musik i snabbt tempo, varav en del av inspirationen kom från 1990-tals electronica. Mycket av inspirationen till låttexterna kom från Alexanders tidigare relationer. I en intervju sa han: "Jag ville skriva om saker som hänt mig och jag har blivit dumpad... många gånger. Men jag ville inte skriva en massa ballader, det hade varit så tråkigt."
Communion inleds med "Foundation", som ansåg vara ett av albumets mest "experimentella" spår och jämfördes med den amerikanska artisten Weeknd. Låttexten rör sig kring otillräcklighet och osäkerhet med textverser som "All the things I want, I really shouldn't get". "Real" är en lågmäld komposition med en "mullrande" basgång. "Shine" är albumets tredje spår och har ett glatt och varmt tema med framföraren som beskriver känslorna i en nyförälskelse. "Take Shelter" är en reggae-influerad poplåt som har en simpel men progressiv produktion bestående av 808-trummor och syntar. Det femte spåret på albumet är "Worship" som Alexander beskrev som "R&B" och har ett sexuellt laddat innehåll. "Eyes Shut" är en gospel-influerad ballad vars komposition drivs av piano och stränginstrument. "Ties" beskrevs som "elektronisk" av Alexander och är en dramatisk komposition som liksom "Foundation" inleds med "hypnotiska" och "repetitiva" beats som jämfördes med musik av kompositörerna Philip Glass och Steve Reich. Låten har ett mörkt och känslosamt tema med textverser som "Are you having fun/ I tell you I’ve my secrets too/ I go hunting for someone like you".
| "Tides" jämfördes med musik av Philip Glass. |  | En coverversion av Blu Cantrells "Breathe" inkluderades på deluxeutgåvan av albumet. |
| "Tides" jämfördes med musik av Philip Glass. |  | En coverversion av Blu Cantrells "Breathe" inkluderades på deluxeutgåvan av albumet. |

Albumets åttonde spår är popkompositionen "King" som lånar från New wave-musik och har ett 1990-tals influerat breakdown. Den jämfördes både med musikgenren house och det brittiska bandet Disclosure. "Desire" är en danspop-låt som också influerats av house. Den har en produktion som består av röstsamplingar handlar om förvirring kring sex och kärlek med Alexander som frågar "Is it desire, or is it love that I’m feeling for you?". "Gold" jämfördes med musik utgiven av de amerikanska artisterna Michael Jackson och Ne-Yo. "Border" var enligt Alexander mera influerad av indiemusik och har en hoppfull låttext där han sjunger "I’m going to the border, my body it will be stronger/ My heart it will start to shine, and I will be alright". Det elfte spåret på Communion är "Without", en kärleksballad där Alexander jämfördes med Sam Smith men med "trassligare känslor" och "knepiga metaforer" och med låttext som: "You don’t belong to me, you’re too far away/ Everything falls apart when I try to say/ You’re in love, in love without me".
"Memo", det sista spåret, är en komposition i långsamt tempo som Alexander beskrivit som sin favorit på albumet. Låten är tillsammans med "Real" de enda på albumet där Alexander använder ett manligt pronomen för att referera till sin partner. Om att resterande låtar inte är könsspecifika sa han: "Jag tror det bara var så jag lärde mig skriva som låtskrivare. När jag var yngre och skrev i min dagbok ville jag dölja vem jag skrev om, så det var alltid skrivit utfrån 'du och jag'-perspektivet. Men det var viktigt för mig att få med några manliga pronomen." "1977" och en coverversion av Blu Cantrells "Breathe" (2003) inkluderades som bonusspår på deluxeutgåvan av Communion. "1977" jämfördes med James Blake och har minimalistiska beats bestående av klickljud, 808-trummor och syntar.

## Titel och albumomslag
Efter färdigställandet av låtmaterialet till albumet började gruppen brainstorma albumtitlar. Albumet döptes slutligen till Communion. Om valet berättade Olly Alexander i en intervju: "Vi kollade på låttitlarna och dom lät väldigt bibliska tyckte jag. Undermedvetet hade vi döpt våra låtar efter saker i bibeln. Som 'King', 'Take Shelter' och 'Worship', dom låter alla som hämtade därifrån." Han fortsatte: "Flera låtar handlar dock om sex och relationer. Så det är typ en slags 'nattvard' om mina relationer."

## Lansering och marknadsföring

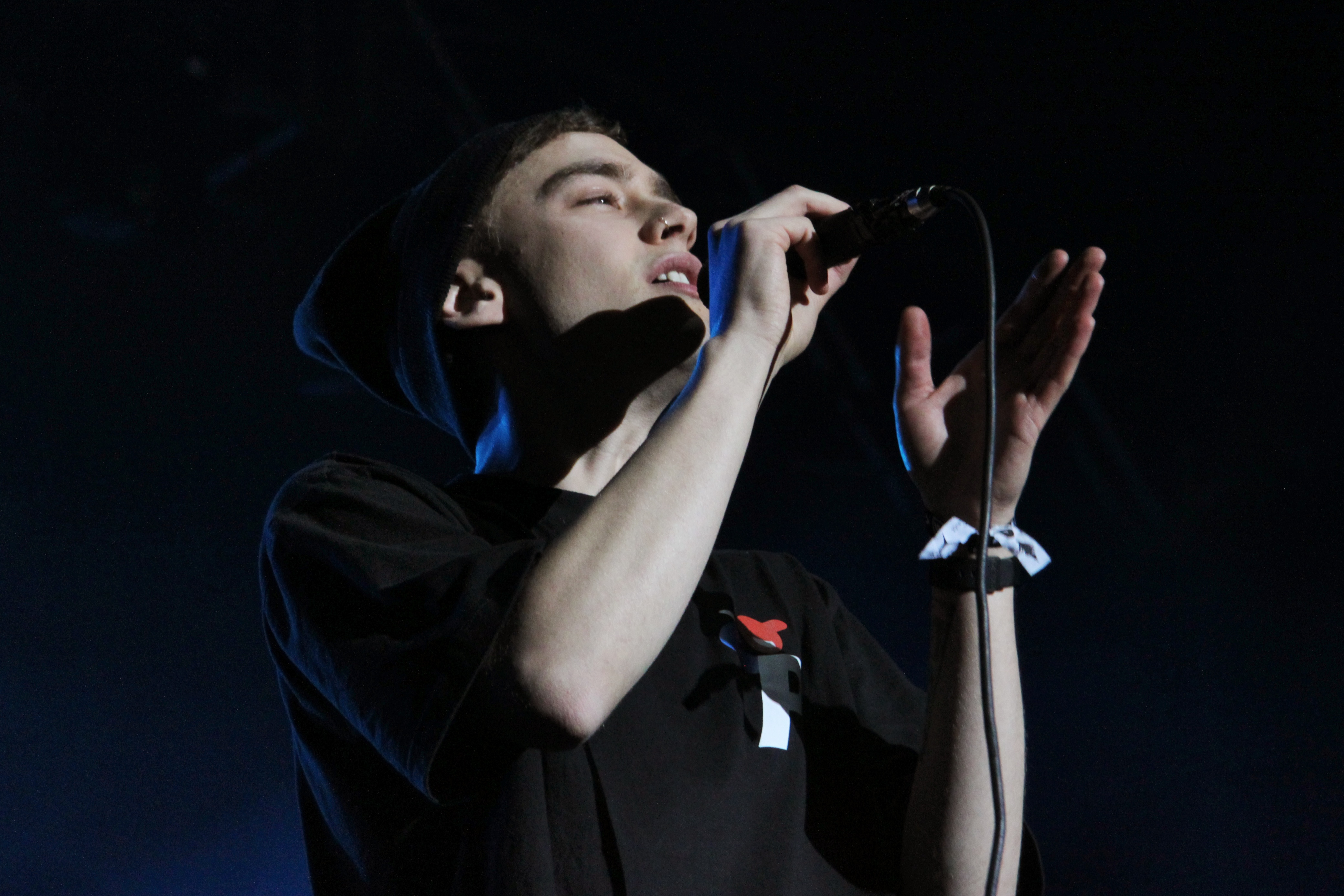
Years & Years under ett uppträdande vid festivalen Tauron Nowa Muzyka år 2014.

Den 17 mars 2015 postades kryptiska meddelanden på Years & Years officiella Instagram-konto. Varje meddelande innehöll en bokstav som slutligen bildade albumtiteln Communion. Senare samma dag tillkännagavs att albumet skulle släppas den 22 juni 2015 samtidigt som innehållsförteckningen publicerades. I maj 2015 meddelades att albumets utgivningsdatum flyttats fram. Standard, deluxe och superdeluxeutgåvan av Communion gavs ut på CD, LP och som digital download globalt den 10 juli 2015.
Communion marknadsfördes med flera konserter och turnéer under 2015. Den 23 mars påbörjades en åtta veckor lång marknadsföringskampanj med hjälp av VEVO Lift. Kampanjen levererade intervjuer med bandet, exklusiva lifeframträdanden och bakom-kulisserna material. Den 23 juni 2015 var Years & Years gäster i det franska TV-programmet Le Grand Journal där de framförde "King" och "Take Shelter". Den 8 juli hade Years & Years en konsert på 40 minuter under utgivningsfesten för albumet som hölls vid One Mayfair. Bandets soundcheck filmades av ASOS. På utgivningsdagen den 10 juli hölls en skivsignering vid HMV där gruppen också uppträdde för fans som förhandsbeställt albumet. Den 12 juli framförde gruppen "Shine" i morgonprogrammet Sunday Brunch på Channel 4. Den 16 juli framförde Years & Years "King" vid The Tonight Show Starring Jimmy Fallon. Den 21 juli 2015 spelade gruppen på den brittiska festivalen Latitude i Suffolk.
I slutet av juli reste Years & Years till Australien för att marknadsföra Communion. Deras första spelning var den 26 juli vid Oxford Art Factory i Sydney. Bandets första TV-sända spelning i Australien var i morgonprogrammet Sunrise Australia den 28 juli 2015. I slutet av augusti 2015 uppträdde bandet vid festivalen Reading & Leeds. I september startade Years & Years nordamerikanska turné för att marknadsföra Communion. Första spelningen var i Toronto den 14 september och sista stoppet i Los Angeles den 30 september. Den 9 oktober påbörjades bandets turné i Storbritannien och Irland som gästades av artister som Shamir, Tove Styrke, Oscar Key Sung och Nimmo and Borns. En månad innan starten meddelades att alla 18 speldatum var utsålda. Samma månad meddelades en ny turné i Storbritannien under våren 2016. Den 18 november 2015 påbörjas bandets europeiska turné med spelningar i Nederländerna, Belgien, Tyskland och Danmark.

### Singlar
"Desire" var den första singeln att ges ut från albumet. Låten möjliggjordes för digital nedladdning den 23 november 2014. Den nådde som högst plats 22 på Storbritanniens UK Singles Chart och mottog ett silvercertifikat av BPI baserat på 200 000 sålda exemplar. "King" gavs ut som albumets huvudsingel den 27 februari 2015. Låten blev gruppens framgångsrikaste singel och en internationell hit. Den nådde förstaplatsen på UK Singles Chart och topp-tio på majoriteten av singellistorna den gick in på internationellt. Musikvideon till "King" regisserades av Nadia. "Shine" gavs ut som albumets tredje singel den 3 juli 2015. Låten nådde andraplatsen på UK Singles Chart och topp-tjugo i Australien, Belgien, Irland och Polen. "Eyes Shut" gavs ut som albumets fjärde singel den 28 september 2015.

## Mottagande
I samband med utgivningen mottog Communion mestadels positiv kritik från professionella musikjournalister. På Metacritic, en webbplats som samlar in recensioner och räknar ut genomsnittliga betyg, fick albumet betyget 68 av 100 vilket indikerar "generellt positiv kritik". Matt Collar från AllMusic gav Communion fyra av fem stjärnor och konstaterade att Years & Years lyckats att "konstnärligt kombinera M83:s ambienta, 1980-tals syntpop med Justin Timberlakes dansanta grooves." Han ansåg att albumets dragningskraft låg i Olly Alexanders "änglalika utstrålning" och hans "eteriska sångröst som levererar med soul". Kenneth Partridge från Billboard gav betyget tre och en halv stjärna av 5 möjliga och beskrev Communion som "bekännande syntpop full av känslor". Han noterade att "Years & Years i grund och botten inte har ett sound, men trots det riktig talang". El Hunt från DIY Magazine gav fyra stjärnor och beskrev Communion som en "klarögd, öppen lycka till debutalbum." Jon Caramancia från The New York Times skrev att albumet var "sockervadd, 90 procent luft" och beskrev innehållet som utmärkt med undantag för "Eyes Shut" som han ogillade. Devone Jones från PopMatters ansåg att albumet hade massvis med låtar som kunde beskrivas som pop-perfektion och beskrev materialet i sin helhet som välarbetat. Han lyfte fram Communion som det bästa popalbumet på länge. Recensenten Colin Joyce från Spin gav albumet 7 av 10 stjärnor och hyllade Alexanders sångröst.
Inte lika positiv var Alexis Petridis från tidskriften The Guardian som ansåg att Communion kändes som en övning i "crowdsourcing för topp-40 på försäljningslistorna". Petridis tyckte att albumet var "njutbart" men saknade originella idéer och inte var särskilt långsiktigt. Kevin Harley från The Independent skrev att Years & Years hade känsla för att skapa "äkta pop" och lyfte särskilt fram albumspåren "Worship" och "King". Harley beskrev resten av materialet som "lättvikt" och en blandning av "sounds från 2014". Han var osäker på om gruppen på långsikt skulle kunna bibehålla sin popularitet. The Daily Telegraph-skribenten Helen Brown ansåg att Years & Years inte tog några risker med Communion men ändå skapat ett bra popalbum. Kitty Empire var inte positiv till albumet sin recension publicerad i The Guardian. Empire avfärdade albumet som "vaniljdanspop" och ansåg att Alexander inte var trovärdig med hans tidigare skådespelarkarriär i åtanke. Jordan Bassett från NME beskrev albumet som "effektivt men tråkigt" och skrev att det var ett "debutalbum som inte tar några risker och inte har något att säga".

## Kommersiell prestation
Communion gick in på förstaplatsen på Storbritanniens albumlista UK Albums Chart den 13 juli 2015. Albumet hade högre försäljning än alla andra artister inom topp-tio tillsammans.

## Låtlista
| 1.  | "Foundation"   | Olly Alexander, Emre Türkmen, Michael Goldsworthy     | Mark Ralph, Years & Years                          | 2:58 |
| 2.  | "Real"         | Alexander, Türkmen, Goldsworthy                       | Years & Years, Andy Smith, Ralph                   | 4:10 |
| 3.  | "Shine"        | Alexander, Türkmen, Goldsworthy, Greg Kurstin         | Years & Years, Ralph                               | 4:14 |
| 4.  | "Take Shelter" | Alexander, Türkmen, Goldsworthy, Andy Smith, Tom Hull | Years & Years, Smith, Ralph                        | 4:07 |
| 5.  | "Worship"      | Alexander, Türkmen, Goldsworthy, Hull, TMS            | Ralph, Years & Years, TMS                          | 3:40 |
| 6.  | "Eyes Shut"    | Alexander, Türkmen, Goldsworthy                       | Ralph, Years & Years, Two Inch Punch, Mike Spencer | 3:18 |
| 7.  | "Ties"         | Alexander, Türkmen, Goldsworthy, Mark Ralph           | Ralph, Years & Years                               | 3:46 |
| 8.  | "King"         | Alexander, Türkmen, Goldsworthy, Ralph, Smith         | Ralph, Years & Years, Smith                        | 3:35 |
| 9.  | "Desire"       | Alexander, Türkmen, Goldsworthy, Hull                 | Ralph, Two Inch Punch, Years & Years               | 3:25 |
| 10. | "Gold"         | Alexander, Türkmen, Goldsworthy, Ralph                | Ralph, Years & Years                               | 3:59 |
| 11. | "Without"      | Alexander, Türkmen, Goldsworthy, Ralph                | Ralph, Years & Years                               | 3:30 |
| 12. | "Border"       | Alexander, Türkmen, Goldsworthy                       | Ralph, Years & Years                               | 4:22 |
| 13. | "Memo"         | Alexander, Türkmen, Goldsworthy                       | Years & Years, Ralph                               | 3:22 |

| 14. | "1977"                     | Alexander, Türkmen, Goldsworthy               | Ralph, Years & Years        | 3:00 |
| 15. | "Ready for You" (Acoustic) | Alexander, Türkmen, Goldsworthy               | Ralph, Years & Years        | 3:17 |
| 16. | "I Want to Love"           | Alexander, Türkmen, Goldsworthy               | Ralph, Years & Years        | 2:21 |
| 17. | "King" (Acoustic)          | Alexander, Türkmen, Goldsworthy, Ralph, Smith | Ralph, Years & Years, Smith | 4:03 |

| 18. | "Breathe"                          | Andrea Martin, Ivan Matias, Richard Bembery, Melvin Bradford, Stefan Harris, Alvin Joiner, Marshall Mathers, Charles Aznavour | Matias, Martin, Mark Pitts           | 3:53 |
| 19. | "Desire" (BBC Live Lounge Version) | Alexander, Türkmen, Goldsworthy, Hull                                                                                         | Ralph, Two Inch Punch, Years & Years | 3:25 |

| 1. | "Eyes Shut" (Live in London)              | Alexander, Türkmen, Goldsworthy      | Ralph, Spencer |  |
| 2. | "Don't Save Me" (BBC Live Lounge Version) | Este Haim, Danielle Haim, Alana Haim |                |  |

## Utgivningshistorik
| Land            | Datum        | Utgåva                         | Format                      | Skivbolag                           |
| --------------- | ------------ | ------------------------------ | --------------------------- | ----------------------------------- |
| Internationellt | 10 juli 2015 | Standard, deluxe, super deluxe | CD, digital nedladdning, LP | Polydor Records, Interscope Records |